# Ясское
Ясское или Яссы (Ясы) — озеро в Алольской волости Пустошкинского района Псковской области. По восточному берегу проходит граница с Щукинской волостью.
Площадь — 5,4 км² (540,0 га, с островами — 5,7 км² или 569,0 га). Максимальная глубина — 24,0 м, средняя глубина — 11,5 м.
На берегу озера расположены деревни: Яссы, Устье, Зуи, Симоново.
Проточное. С востока в озеро впадает и с запада вытекает река Великая.
Тип озера лещево-уклейный с ряпушкой. Массовые виды рыб: щука, окунь, плотва, лещ, ряпушка, елец, голавль, язь, гольян, линь, налим, ерш, красноперка, щиповка, верховка, вьюн, пескарь, уклея, густера, быстрянка, карась, голец, бычок-подкаменщик, девятииглая колюшка, ручьевая форель; широкопалый рак (единочно).
Для озера характерны песчано-илистое дно, камни.